# Tremblay-en-France

Tremblay-en-France en la Petite Couronne.

 Tremblay-en-France  es una localidad y comuna de Francia, en la región de Isla de Francia, departamento de Sena-San Denis, en el distrito de Le Raincy. La comuna conforma por sí sola el cantón homónimo.
La sede social del Air France es en Roissypôle, Aeropuerto de París-Charles de Gaulle, Tremblay-en-France.

## Demografía
| 824 | 907 | 927 | 867 | 822 | 838 | 807 | 753 | 732 | 743 | 767 | 735 | 735 | 720 | 764 | 720 | 756 | 763 | 798 | 837 | 842 | 2 095 | 4 385 | 6 181 | 5 810 | 9 510 | 13 788 | 18 482 | 26 846 | 29 644 | 31 385 | 33 885 | 35 410 |
| Para los censos de 1962 a 1999 la población legal corresponde a la población sin duplicidades (Fuente: INSEE [Consultar]) |     |     |     |     |     |     |     |     |     |     |     |     |     |     |     |     |     |     |     |     |       |       |       |       |       |        |        |        |        |        |        |        |

Forma parte de la aglomeración urbana parisina.